# Tomáš Holeš
Tomáš Holeš (Nové Město na Moravě, 31 de março de 1993) é um futebolista tcheco que joga como zagueiro. Atualmente defende o Slavia Praga. 

## Carreira
Jogou pelo sub-21 pela República Checa Sub-21. Ele fez sua estreia internacional em um jogo da Liga das Nações da UEFA contra a Escócia, em 7 de setembro de 2020, jogando os 90 minutos com a República Tcheca derrotada por 1-2.

Scores and results list Czech Republic's goal tally first.
| No. | Data           | Local                      | Oponente | Gol | Resultado | Competição |
| --- | -------------- | -------------------------- | -------- | --- | --------- | ---------- |
| 1.  | 7 Outubro 2020 | AEK Arena, Larnaca, Cyprus | Chipre   | 1–0 | 2–1       | Friendly   |

- Atualizado até 18 Junho 2021

## Honras
SK Slavia Praga
- Primeira Liga Tcheca: 2019–20, 2020–21